# 469 a. C.
El año 469 a. C. fue un año del calendario romano prejuliano. En el Imperio romano se conocía como el Año del consulado de Prisco y Celiomontano (o, menos frecuentemente, año 285 Ab urbe condita). 

## Acontecimientos
- Esparta derrota a las ciudades de Argos y Tegea en Arcadia, consolidando su dominio en el Peloponeso.
- Cimón conquista la isla de Naxos. Lidia y Caria se integran a la Liga de Delos.

## Nacimientos
- Sócrates - filósofo griego
- Posible año del nacimiento de Aspasia de Mileto, compañera de Pericles.

## Fallecimientos
- Leotíquidas II, exrey de Esparta.

- Datos: Q81190